# Great Wall (forskningsstation)

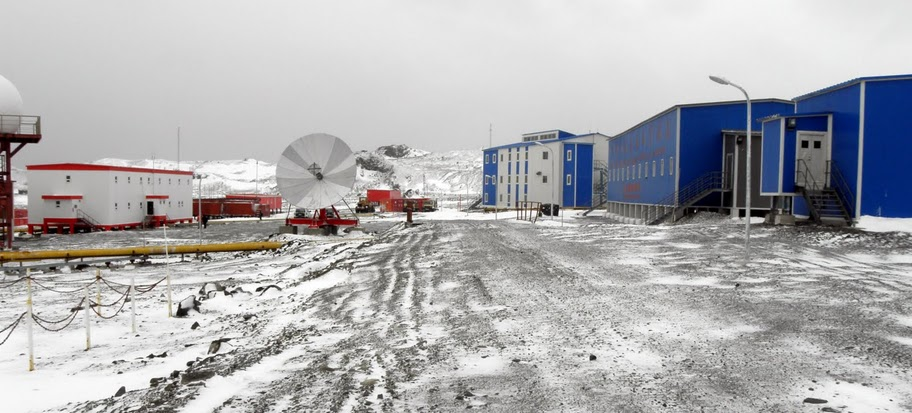
Forskningsstationen Great Wall

Great Wall (trad. kinesiska: 長城站, förenklad kinesiska: 长城站, Hanyu Pinyin: Chángchéng Zhàn) är Kinas äldsta forskningsstation i Antarktis. Den öppnades 1985, och ligger på King George Island, Sydshetlandsöarna, 2,5 kilometer från den chilenska stationen Eduardo Frei.
Stationen består av tio byggnader upprättade på isfri mark. Den sammanlagda arean uppgår till 2643 m², och stationen har en övernattningskapacitet på 40 personer under sommaren, 14 personer under vintern.